# Hans-Joachim Bärwinkel-Leue
Hans-Joachim Christian Bärwinkel-Leue (* 22. Dezember 1896 in Sondershausen; † 10. August 1978) war ein deutscher Jurist und Autor.

## Leben
Er war der Sohn des Gerichtsassessors und späteren Geheimen Oberregierungsrates und Landrates Felix Bärwinkel und dessen Ehefrau Agnes A. Elisabeth geborene Leue. Er nahm später den Doppelnamen Bärwinkel-Leue an.
Hans-Joachim Bärwinkel-Leue nahm Privatunterricht und besuchte anschließend das Schiller-Realgymnasium in Charlottenburg. Im Ersten Weltkrieg war er im Elsass eingesetzt. Nach Rückkehr aus dem Kriegsdienst studierte er Rechtswissenschaften an der Universität Berlin. 1922 promovierte er an der Universität Königsberg zum Dr. jur. Das Thema seiner Dissertation lautete Die Stellung des Reichswirtschaftsgerichts.
Danach war er als Referent in der Vereinigung der Deutschen Arbeitgeberverbände tätig. Später wirkte er als Syndikus des Deutschen Buchdruckereiverbandes. Er hatte eine Praxis als Steuer- und Buchsachverständiger und war als Fachautor hauptsächlich zu juristischen Themen tätig. Bärwinkel war auch als Syndikus wirtschaftlicher Verbände in der papierverarbeitenden Industrie tätig.
Bekannt wurde er besonders durch die fünf von ihm verfassten Bände der Reihe Der kleine Rechtsberater für das tägliche Leben, die 1936 erschienen. Noch im Jahre 1956 publizierte er über den Beruf des vereidigten Buchprüfers.

## Werke (Auswahl)
- Die Stellung des Reichswirtschaftsgerichts, Königsberg 1922.
- Die nächsten Aufgaben des Reichsverbandes Deutscher Papierwarenfabriken, in: Papierzeitung 54 (1929), Nr. 102.
- Wie vermeide ich Mietstreitigkeiten? (= Der kleine Rechtsberater für das tägliche Leben, Band 1), Mentor-Verlag, 1936.
- Außenstände und ihre Eintreibung (= Der kleine Rechtsberater für das tägliche Leben, Band 2), Mentor-Verlag, 1936.
- Wie sorge ich selbst für erträgliche Steuern? (= Der kleine Rechtsberater für das tägliche Leben, Band 3), Mentor-Verlag, 1936.
- Wie gründe und übernehme ich ein Geschäft? (= Der kleine Rechtsberater für das tägliche Leben, Band 4), Mentor-Verlag, 1936.
- Wie zahle ich ohne Bargeld? (= Der kleine Rechtsberater für das tägliche Leben, Band 6), Mentor-Verlag, 1936.